# Copa de Algarve 1996
La Copa de Algarve de 1996 fue la tercera edición de este torneo. Es una competición anual de fútbol femenino organizada en la región de Algarve en Portugal.
Noruega se alzó con la Copa al vencer a Suecia por 4 a 0 en la final.

## Equipos participantes
| - China - Dinamarca - Finlandia - Islandia | - Noruega - Portugal - Rusia - Suecia |

## Fase de grupos

### Grupo A
| Equipo   | Pts | PJ | PG | PE | PP | GF | GC | DG |
| -------- | --- | -- | -- | -- | -- | -- | -- | -- |
| Noruega  | 9   | 3  | 3  | 0  | 0  | 10 | 1  | +9 |
| China    | 6   | 3  | 2  | 0  | 1  | 7  | 4  | +3 |
| Rusia    | 3   | 3  | 1  | 0  | 2  | 2  | 5  | -3 |
| Portugal | 0   | 3  | 0  | 0  | 3  | 1  | 10 | -9 |

| 11 de marzo | Noruega | 4:1 | China | Silves, |  |

| 11 de marzo | Rusia | 2:1 | Portugal | Silves, |  |

| 13 de marzo | Noruega | 3:0 | Portugal | Vila Real de Santo António, |  |

| 13 de marzo | China | 1:0 | Rusia | Vila Real de Santo António, |  |

| 15 de marzo | Noruega | 3:0 | Rusia | Quarteira, |  |

| 15 de marzo | China | 5:0 | Portugal | Quarteira, |  |

### Grupo B
| Equipo    | Pts | PJ | PG | PE | PP | GF | GC | DG  |
| --------- | --- | -- | -- | -- | -- | -- | -- | --- |
| Suecia    | 9   | 3  | 3  | 0  | 0  | 10 | 1  | +9  |
| Dinamarca | 6   | 3  | 2  | 0  | 1  | 6  | 2  | +4  |
| Islandia  | 3   | 3  | 1  | 0  | 2  | 3  | 5  | -2  |
| Finlandia | 0   | 3  | 0  | 0  | 3  | 1  | 12 | -11 |

| 11 de marzo | Suecia              | 2:1     | Dinamarca | Lagos, |  |
|             | Swedberg · Sundhage | Reporte | Jensen    |        |  |

| 11 de marzo | Islandia | 3:1 | Finlandia | Lagos, |  |

| 13 de marzo | Suecia                           | 7:0     | Finlandia | Portimão, |  |
|             | Andersson · Pohjanen · Bengtsson | Reporte |           |           |  |

| 13 de marzo | Dinamarca | 3:0 | Islandia | Portimão, |  |

| 15 de marzo | Suecia    | 1:0     | Islandia | Olhão, |  |
|             | Andersson | Reporte |          |        |  |

| 15 de marzo | Dinamarca | 2:0 | Finlandia | Olhão, |  |

## Fase final

### 7.° puesto
| 17 de marzo | Portugal                  | 3:0 | Finlandia | Montechoro, Albufeira, |  |
|             | Couto · Xavier · Sequeira |     |           |                        |  |

### 5.° puesto
| 17 de marzo | Rusia    | 1:1 (3:2 p.) | Islandia    | Vila Real de Santo António, |  |
|             | Bosikova |              | Ólafsdóttir |                             |  |

### 3.° puesto
| 17 de marzo | China              | 2:1 | Dinamarca | Algarve, |  |
|             | Qingmei · Own goal |     | Petersen  |          |  |

### Final
| 17 de marzo | Noruega                            | 4:0     | Suecia | Quarteira, |  |
|             | 8' 83' Aarønes · 36' 71' Pettersen | Reporte |        |            |  |

| Campeón            |
| Noruega 2.° título |

## Goleadoras
| Jugadora            | Goles |
| ------------------- | ----- |
| Marianne Pettersen  | 5     |
| Malin Andersson     | 5     |
| Anna Pohjanen       | 3     |
| Ann Kristin Aarones | 3     |
| Shi Guihong         | 3     |